# Königshütte (Leonberg)
Königshütte ist ein Gemeindeteil der Gemeinde Leonberg im Oberpfälzer Landkreis Tirschenreuth. Königshütte gehörte bis zum 1. April 1971 zu Pfaffenreuth und wurde durch einen freiwilligen Zusammenschluss nach Leonberg eingemeindet.

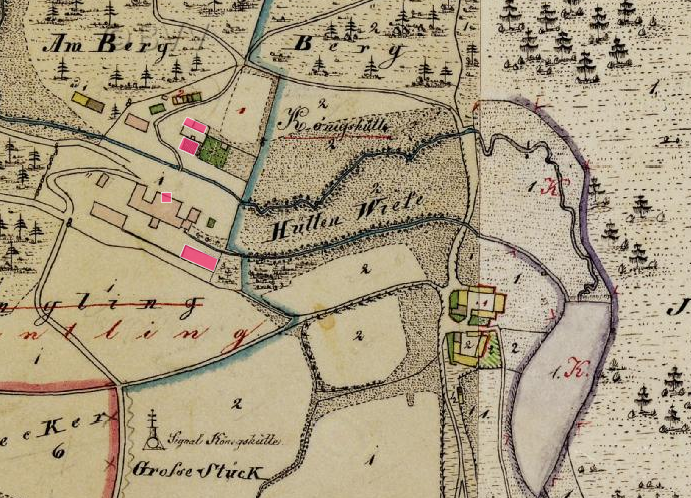
Lageplan von Königshütte (Leonberg) auf dem Urkataster von Bayern

## Geschichte
1808 wurde hier das „Königlich-Bayerische Hüttenwerk“ gegründet, um die Erzvorkommen im nahegelegenen Pfaffenreuth zu verarbeiten. Das Hüttenwerk befand sich südlich des Kornmühlbachs. der Sitz des Berg- und Hüttenamt war in dem Anwesen Königshütte 11, nördlich des Kornbachs. Die Baulichkeiten des Hüttenwerks wurde nach einem Brand 1904 erneuert. Auf der Höhe oberhalb des Hüttenwerks befindet sich noch die Ruine eines Kohlenstadels aus dem 19. Jahrhundert. Das verhüttete Eisen wurde auf Pferdefuhrwerken nach Bayern und nach Österreich transportiert. Auf dem Rückweg aus Österreich nahmen die Fuhrwerke Steinsalz aus Bad Reichenhall mit, das von Königshütte aus weiter umgeschlagen wurde. Das Salz wurde in dem Salzstadel (Königshütte 9), einem klassizistischen Bau mit Thermenfenstern und flachgeneigtem Walmdach, gelagert.
1864 musste der Hochofen wegen Unrentabilität stillgelegt werden. Versuche privater Investoren, den Hochofen weiter zu betreiben waren erfolglos. 1884 wurde das Werk verkauft und ein Sägewerk eingerichtet.

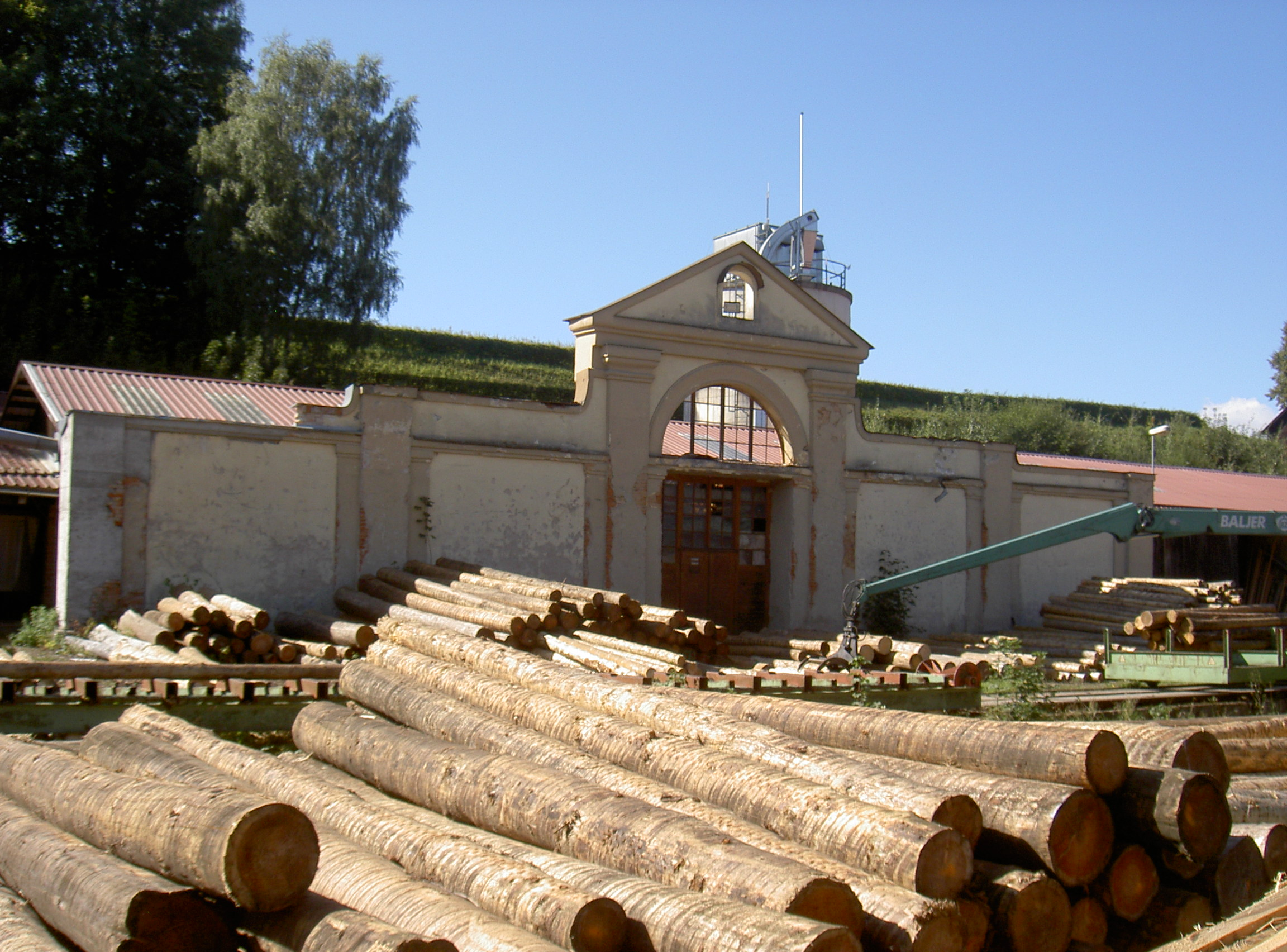
Sägewerk an der Stelle des Königlich-Bayerische Hüttenwerks

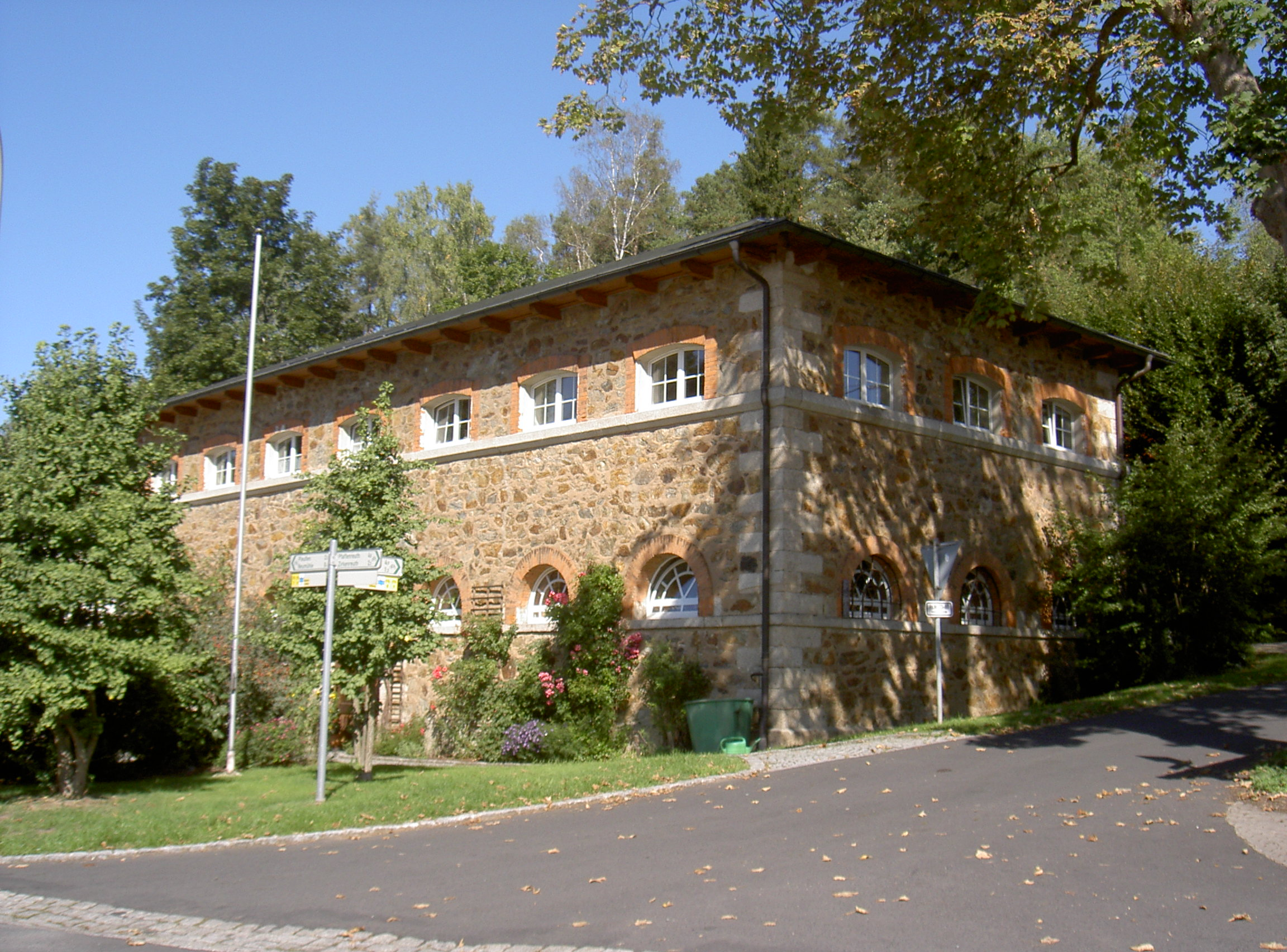
Salzstadel in Königshütte

Das ehemalige Hüttenwerk ist unter der Aktennummer D-3-77-137-10 als denkmalgeschütztes Baudenkmal unter der Bezeichnung „ehem. Königlich-Bayerisches Hüttenwerk; Verwaltungs- und Wohngebäude, zweigeschossiger Massivbau mit Walmdach und Putzgliederung, klassizistisch, um 1808; rückwärtiges Remisen-, Stallungs- und Wohngebäude, eingeschossiger, verputzter Massivbau mit einseitig abgewalmtem Satteldach, gleichzeitig; Frontmauer des Hüttenwerkes, gestaffelte Mauer mit übergiebeltem Serliana-Motiv und Pilastergliederung, erneuert nach Brand 1904; Ruine eines Kohlenstadels, Massivbau, 19. Jh.“ von Königshütte verzeichnet. Der Eisenhammer wurde vom Wasser des Kornmühlbachs betrieben. Heute steht hier ein Sägewerk.